# Peter Kemp
Peter Kemp (n. 8 aprilie 1877, Galashiels⁠(d), Scoția, Regatul Unit al Marii Britanii și Irlandei – d. 9 iunie 1965, Northampton, Anglia, Regatul Unit) a fost un înotător britanic, medaliat olimpic. A participat la o ediție a Jocurilor Olimpice (1900) în care a câștigat o medalie de aur și o medalie de bronz.